# İkinci Hacallı
İkinci Hacallı è un comune dell'Azerbaigian situato nel distretto di Bərdə. Conta una popolazione di 1.330 abitanti.